# جون بينبريج
جون بينبريج (بالإنجليزية: John Bainbridge)‏ (1880 في المملكة المتحدة - 17 يناير 1960 في المملكة المتحدة) هو لاعب كرة قدم بريطاني (وحمل سابقاً جنسية المملكة المتحدة لبريطانيا العظمى وأيرلندا) في مركز الهجوم. لعب مع نادي بورتسموث ونادي ريدنغ ونادي ساوثهامبتون ونادي هارتلبول يونايتد وGlossop North End A.F.C. ‏.